# Poké Ball
Ne doit pas être confondu avec Poke bowl.

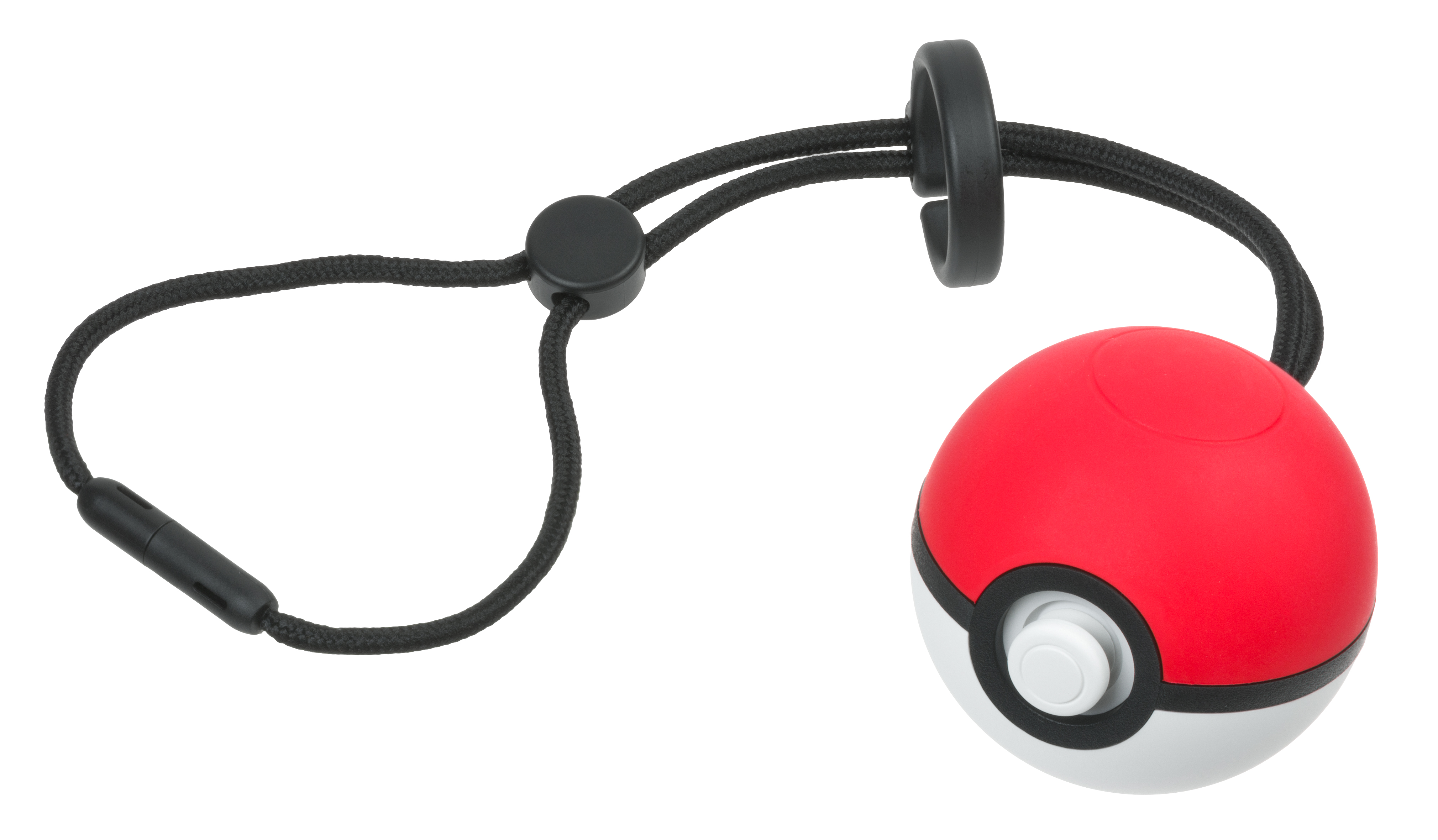

Une Poké Ball (モンスターボール Monsutābōru, Monster Ball dans les versions japonaises originales) est un appareil sphérique dans les jeux vidéo et les séries télévisées Pokémon utilisé par les dresseurs Pokémon pour capturer de nouveaux Pokémon et les stocker quand ils ne sont pas utilisés. La Poké Ball est aussi le symbole central de la franchise, et peut généralement être trouvée sur des produits Pokémon.

## Informations basiques

### Design
Vue de l'intérieur, une Poké Ball contient plusieurs surfaces miroitées. L'intérieur d'une Poké Ball est censé être conçu pour que le Pokémon se sente le plus confortable possible dedans grâce à ce que l'on pense une démolécularisation (fait de séparer les molécules). Bien que cela n'ait jamais été expliqué entièrement dans l'anime, le manga, ou les jeux vidéo, Super Smash Bros. Melee dit que ce sentiment de confort est obtenu en créant un environnement holographique qui convient au Pokémon. Mais l'anime a montré des exemples de Pokémon qui n'aiment pas être dans leur Poké Ball ; un exemple notable est le Pikachu de Sacha. Dans le premier épisode de la série, quand Sacha essaye de mettre Pikachu dans sa Poké Ball, ce dernier refuse. Sacha dit que Pikachu devrait y aller car c'est là où tous les Pokémon sont censés aller. Son point de vue est soutenu par son Pokédex, mais en cliquant sur un autre bouton pour en savoir plus, le Pokédex révéla que certains Pokémon n'aiment pas être enfermés.

### Fonctions

#### Capture
Dans le monde Pokémon, les scientifiques ont utilisé des techniques variées et hautement développées pour convertir la masse en énergie, et cela depuis des années. La Poké Ball est un exemple quintessenciel de cette technique. Quand une Poké Ball est lancée à un Pokémon et rentre en contact avec celui-ci, la balle s'ouvre. Dans l'anime, le bouton de la Poké Ball doit toucher le Pokémon pour que ce dernier puisse être capturé. La balle convertit le Pokémon et tous ses objets attachés en énergie (représentée dans l'anime par une lumière rouge, mais parfois représentée par des étoiles ou des bulles dans les jeux vidéo), et l'aspire à l'intérieur, se fermant automatiquement dans ce processus. Le Pokémon va sûrement se débattre, en essayant d'en sortir. Si le Pokémon a été suffisamment affaibli pendant le combat et/ou si le modèle de Poké Ball est suffisamment puissant, le Pokémon est capturé et peut être utilisé par le dresseur. Dans les jeux, si le Pokémon se libère, la Poké Ball est cassée à jamais; dans l'anime, elle rebondit vers le dresseur.
Les humains ne peuvent pas être capturés avec des Poké Ball, mais des petits objets inanimés, comme de la nourriture, des cailloux, etc. ont été capturés dans des Poké Ball dans un but comique pendant les débuts de l'anime. En fait, les humains pourraient être blessés quand une Poké Ball essaye par erreur de les capturer (cela a été le cas de Jessie[réf. nécessaire]).

#### Entreposage
La conversion d'un Pokémon en énergie quand il entre dans une Poké Ball explique comment certains Pokémon peuvent être plusieurs fois plus grands et lourds que leur dresseur, et pourtant rentrent dans une Poké Ball et n'augmentent pas le poids de celle-ci. Malgré cela, un Pokémon dans une Poké Ball montre des signes de connaissance, une autre forme de conscience, car beaucoup de dresseurs donnent des ordres à leurs Pokémon avant que ces derniers aient émergés de la balle. Dans l'anime, quelques Pokémon peuvent s'échapper de leur Poké Ball, généralement pour un but comique. Des exemples sont le Psykokwak de Ondine, le Skitty de Flora, et le Qulbutoké de Jessie de la Team Rocket.
L'entreposage des Poké Balls mêmes, avec ou sans Pokémon dedans, est effectué par un ordinateur spécialisé, ou "PC". Dans le jeu et l'anime, dès qu'un dresseur officiel a six Poké Balls qui contiennent des Pokémon et qu'il ou elle capture un autre Pokémon, la Poké Ball contenant ce septième Pokémon est automatiquement téléportée vers le Système de Stockage du dresseur. Dans l'anime, Pierre explique que le Pokédex est le mécanisme qui s'occupe des Pokémon d'un dresseur et qui est responsable pour l'entreposage instantané des nouveaux Pokémon capturés en plus des six présents. Comment ce système de transportation marche techniquement n'est pas expliqué spécifiquement, mais on nous laisse penser qu'une technologie masse-énergie similaire à celles des Poké Balls est utilisée. Comment les dresseurs qui n'ont pas de Pokédex (comme Pierre lui-même), peuvent stocker leurs Pokémon n'est pas expliqué non plus. Dans le film La Destinée de Déoxys, il est révélé que toutes les Poké Balls sont enregistrées à un système de gestion. Quand LaRousse City fut isolée du reste du monde par le champ de force de Deoxys, la panne de courant a empêché les Poké Ball des dresseurs de fonctionner, ce qui les rendait incapables de sortir ou de retirer leurs Pokémon.
Les Pokémon ne sont pas seuls à pouvoir être « énergisés » ; pratiquement n'importe quel objet, peu importe son poids, peut être converti en énergie et vice-versa. Cela rend les Poké Balls pratiques dans l'entreposage des objets plus encombrants. Dans l'anime, une Poké Ball est gâchée quand elle captura une balle de riz. Dans les jeux, beaucoup d'objets sont trouvés dans des Poké Balls, ce qui explique qu'il est très facile d'emporter un grand nombre d'objets variés. Quand l'objet est utilisé, ces balles ne sont pas ajoutées au stock actuel de Poké Balls utilisables, puisqu'elles ont déjà été utilisées pour capturer ces objets. Comme pour le Système de Stockage des Pokémon, les objets d'un dresseur peuvent être transportés vers ou depuis un PC, mais cette fonction du jeu a été enlevée des versions Diamant et Perle, le sac ayant à partir de ces opus une contenance illimitée.
Dans la représentation de l'anime, un Pokémon qui appartient déjà à une balle spécifique peut être renvoyé dans celle-ci grâce à un rayon laser sortant du bouton de la Poké Ball. Au départ, la Poké Ball devait s'ouvrir pour laisser le Pokémon rentrer à nouveau ; cela fut plus tard changé. Cela est plus pratique en rappelant un Pokémon pendant un combat plutôt que de devoir toucher le Pokémon avec la balle. Comme pour n'importe quel laser, des obstacles peuvent empêcher le laser de rappeler le Pokémon. Des organismes touchés par ce laser mais qui n'appartiennent pas à cette balle peuvent ressentir un léger effet de paralysie. Jessie de la Team Rocket a été la première à être touchée par un laser de Poké Ball. À cause de cela, elle dut être emmenée par ses amis.
Dans les centrales, une Poké Ball peut se révéler être un Voltorbe ou un Électrode camouflé, qui attaque les dresseurs quand il est ramassé. Dans les jeux Pokémon Colosseum et Pokémon XD : Le Souffle des ténèbres, certains objets peuvent être trouvés dans des conteneurs ressemblants à des Poké Balls. Ces boites diffèrent non seulement en forme mais aussi dans le fait qu'elles sont capables de contenir plusieurs objets.

### Origine
Fargas, un personnage non-joueur des versions Or et Argent qui est présenté comme un expert en matière de Poké Ball dans le jeu et l'anime, explique que les Poké Ball étaient au départ fabriquées en utilisant des Noigrumes (mot-valise de noix et agrume) vidés, mais plus tard, leur fabrication fut faite avec des matériaux synthétiques et la production fut industrialisée par des compagnies comme la Sylphe S.A.R.L. à Kanto. À part les bases simples de l'utilisation et des fonctions de la Poké Ball, les fonctions internes avancées ne sont jamais expliquées complètement.
Divers épisodes d'anime et de films explorent cette histoire, tandis que d'autres la contredisent. Dans Pokémon 4 Ever, où certaines scènes sont dans le passé, un personnage utilise une Poké Ball fabriquée avec des matériaux non-synthétiques qui ne ressemblent aux balles Noigrumes de Fargas ni en apparence ni en fonction ; elle s'ouvre en dévissant la partie supérieure de la balle. Les épisodes de l'anime (qui contiennent en parallèle une histoire des Poké Balls dans un épisode avec Fargas) essayent de se concentrer sur les civilisations anciennes et la manière dont elles s'occupaient de la capture des Pokémon. Mais même ces épisodes se contredisent, car quelques dispositifs ressemblent à ceux dans les balles synthétiques modernes, tandis que d'autres n'y ressemblent pas. Dans l'épisode de l'anime Le Mystère Enfoui de Pokémopolis, de grands Pokémons anciens semblent avoir été entreposés dans des simples talismans en pierre. Par exemple, un Alakazam géant sort d'une cuillère ancienne, et y retourne d'une manière qui rappelle les Poké Balls modernes. Dans l'épisode Un Pokémon de taille, une Poké Ball ancienne en pierre contenait un Kaorine géant. Dans le film Lucario et le Mystère de Mew, Lucario est piégé dans une canne de la même manière qu'un Pokémon serait capturé dans une Poké Ball.

## Types de Poké Balls

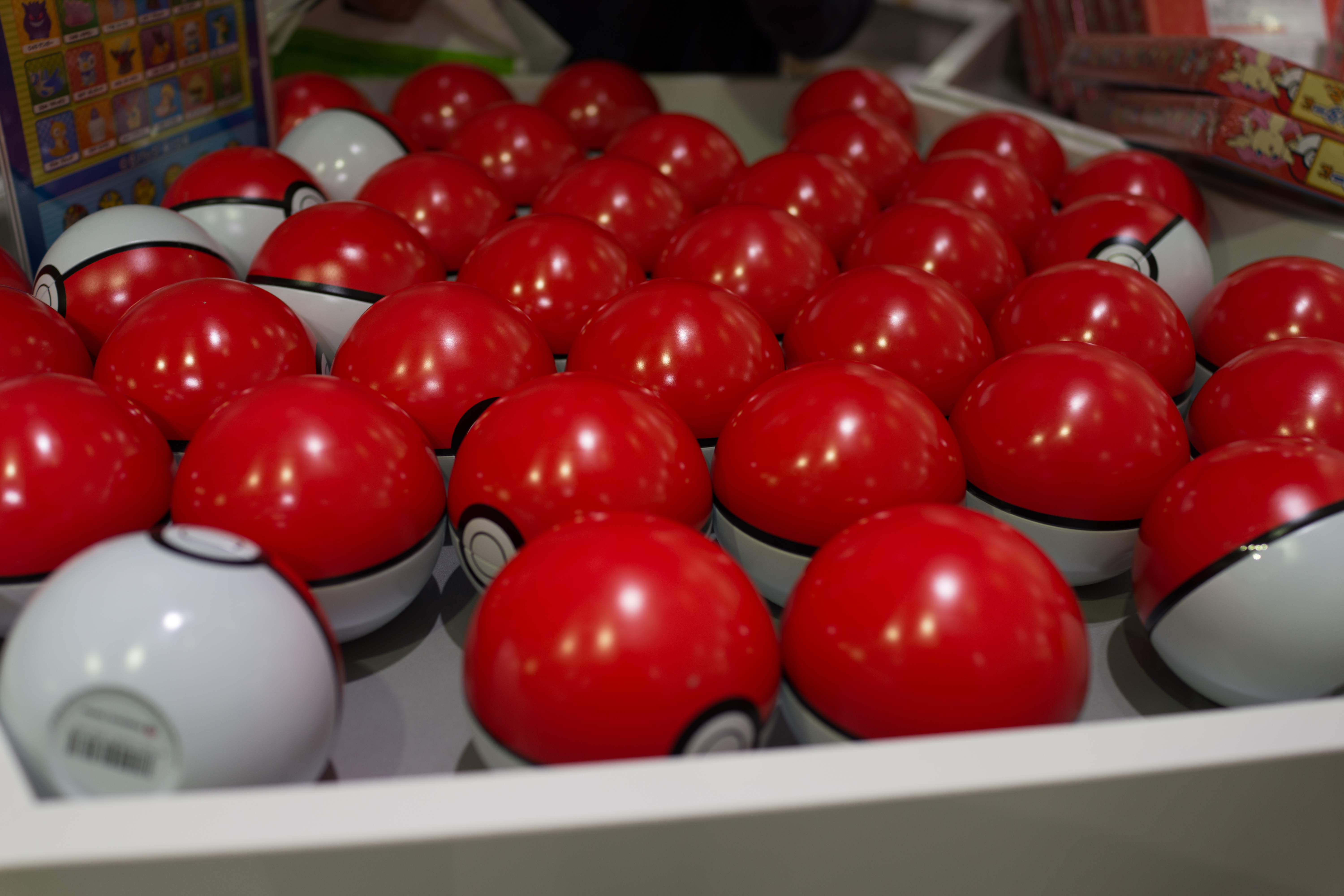
Des Poké Balls.

Dès les premiers jeux vidéo apparaissent quatre types de Poké Balls, dont la seule différence réside dans leur efficacité à capturer les Pokémon sauvages. Avec le temps, des Poké Balls spécialisées dans la capture de certaines sortes de Pokémon ont été ajoutées. L'anime, devenant plus synchronisé avec les jeux, reprit ce concept et montra à plusieurs reprises des dresseurs en possession de ces balles spécialisées.

### Poké Balls classiques

#### Poké Ball, Super Ball, Hyper Ball
Les trois Poké Balls classiques, apparues dès les premières versions du jeu, sont la Poké Ball, la Super Ball et l'Hyper Ball. Chacune de ces balls est plus efficace que la précédente pour capturer des Pokémon sauvages.

#### Master Ball
La Master Ball est la Poké Balls ultime pour un dresseur, dont le taux de capture est de 100 %. Dans la majorité des jeux elle est unique. Néanmoins, à partir de la deuxième génération, il est possible d'en gagner d'autres grâce à des loteries ; la probabilité est cependant très faible.
Elles ont un « M » inscrit sur l'hémisphère supérieur.
Dans l'anime, la Master Ball apparaît la première fois dans l'épisode Comme un Barbicha dans l'eau où, malgré sa réputation de Poké Ball infaillible, elle est avalée par le Barbicha qu'elle était censée capturer.

### Poké Balls spéciales
À partir de la deuxième génération, de nouveaux types de Poké Ball apparaissent, dont l'efficacité à capturer dépend d'autres facteurs que les dégâts et le statut du Pokémon sauvage, tels le type du Pokémon ou le lieu de sa rencontre.

#### Les Noigrumes de Johto
Les balles Noigrumes apparaissent uniquement dans les versions Or et Argent (il s'agit d'ailleurs des jeux qui ont inventé les Poke Balls spéciales) et leurs remakes Or HeartGold et Argent SoulSilver. Contrairement aux autres Poké Balls qui peuvent être trouvées ou achetées, les Poké Balls Noigrumes sont obtenues en cueillant des Noigrumes de différentes couleurs sur des arbres et en les donnant au personnage Fargas. Après vingt-quatre heures, celui-ci a fabriqué et remet au joueur une variété spéciale de Poké Ball, qui dépend de la couleur du Noigrume donné.
- L'Appât Ball, fabriquée à partir d'un Noigrume bleu, est plus efficace contre des Pokémon pêchés ;
- La Love Ball, fabriquée à partir d'un Noigrume rose, est plus efficace contre un Pokémon de sexe opposé à celui du dresseur ;
- La Lune Ball, fabriquée à partir d'un Noigrume jaune, est plus efficace contre un Pokémon évoluant avec une Pierre Lune ;
- La Masse Ball, fabriquée à partir d'un Noigrume noire, est plus efficace contre les Pokémon lourds ;
- La Niveau Ball, fabriquée à partir d'un Noigrume rouge, est plus efficace contre un Pokémon de niveau moindre que celui du dresseur ;
- La Speed Ball, fabriquée à partir d'un Noigrume blanc, est plus efficace contre un Pokémon à la vitesse élevée ;
- La Copain Ball, fabriqué à partir d'un Noigrume vert, permet d'augmenter le niveau de bonheur du Pokémon capturé, ce qui peut favoriser son évolution.

#### Poké Balls de Hoenn
Dans les versions Rubis et Saphir, les balles Noigrumes furent partiellement remplacées par des équivalents disponibles en magasin, tandis que certaines furent supprimées, comme la Masse Ball. Deux nouvelles sortes de balles apparaissent, la Chrono Ball et la Bis Ball, plus efficaces si le combat dure et si le dresseur a déjà capturé le Pokémon en question, respectivement. La nouvelle Filet Ball a été créée pour remplacer l'Appât Ball et a étendu ses aptitudes en augmentant l'efficacité non seulement quand le dresseur capture un Pokémon en pêchant, mais aussi quand il rencontre un Pokémon de type eau, et même de type insecte. Une balle similaire, la Scuba Ball, profita de la nouvelle capacité de plonger sous l'eau en augmentant l'efficacité de la balle sur des Pokémon rencontrés sous la surface de l'eau.
Deux balles uniques sont la Luxe Ball et l'Honor Ball. Ces deux balles sont dotées d'une coloration très différente des autres variétés de balles, la différence de couleur s'effectuant d'habitude uniquement sur la moitié supérieure de la balle, comme pour la Master Ball et les balles Noigrumes. La Luxe Ball est complètement noire avec ce qui semble être des diamants sur le haut de la balle et un bandeau d'or au centre. L'Honor Ball, au contraire, est complètement blanche avec un bandeau rouge au centre. Ni la Luxe Ball, ni l'Honor Ball ne sont plus efficace qu'une Poké Ball normale : la Luxe Ball est l'équivalent de la Copain Ball de Johto et une Honor Ball est donnée gratuitement au joueur quand il achète dix Poké Balls normales.

#### Poké Balls de Sinnoh
Les versions Diamant et Perle ont introduit leurs propres variations. Les plus notoires sont probablement la Sombre Ball et la Soin Ball, dont l'existence a été révélée avant que les jeux soient sortis. La Sombre Ball est deux fois plus efficace que la Hyper Ball quand elle capture des Pokémon dans des endroits ou moments sombres (les cavernes, la nuit, etc.), et la Soin Ball, qui n'est pas plus efficace dans le domaine de la capture de Pokémon qu'une Poké Ball, redonne au Pokémon qu'elle abrite ses PV perdus et guérit les conditions de statut, comme la brûlure ou l'empoisonnement. La Rapide Ball est plus efficace au début d'une bataille contre un Pokémon sauvage. Une autre balle unique, la Mémoire Ball ne peut être obtenue de quelques manière que ce soit dans les jeux : elle héberge certains Pokémon distribués par Nintendo lors d'événements spéciaux, comme Darkrai.

#### Poké Balls d'Alola
Les versions Soleil et Lune ont introduit les Ultra Balls. Ces balles spécifiques ont été mises au point par la Fondation Æther afin de pouvoir capturer les Ultra-Chimères, des Pokémon spécifiques venus d'autres dimensions grâce à des Ultra-Brèches.

### Poké Balls locales

#### Safari Ball
La Safari Ball apparaît aux côtés des quatre types de Poké Balls dans les versions Rouge et Bleu, Rubis et Saphir, Émeraude et Diamant et Perle. Recouverte d'un treillis de camouflage, elle n'est utilisable que dans la Zone ou le Parc Safari.

#### Parc Ball
En plus des balles Noigrumes, une balle mineure, à usage unique, fut introduite dans les versions Or, Argent, et Cristal : la Parc Ball. La Parc Ball est utilisée dans le concours de capture d'insectes et bien que les règles du jeu étaient plus élaborées que celles du jeu de la Zone Safari, la balle en elle-même était à peu près aussi efficace que la Super Ball, tout comme la Safari Ball.
Cette balle réapparaît dans les versions Diamant et Perle. La Parc Ball dans ces jeux est utilisée dans un jeu de capture qui permet aux joueurs d'acquérir des Pokémon qu'ils avaient dans les versions Rubis, Saphir, Émeraude, Rouge Feu ou Vert Feuille. Dans ce contexte, la balle a un taux de capture de 100 %.
Dans l'épisode de l'anime, "Le Concours" (#163), le concours de capture d'insectes est joué comme dans les jeux Or, Argent, et Cristal. Sacha y capture un Dardargnan et gagne le concours, mais le donne à son amie Cathie qui avait aussi participé au concours. En plus des Parc Ball, l'anime a aussi introduit une autre balle-concours dans l'épisode "Apâts & Hameçons", où Sacha et Ondine doivent utiliser des "Poké Balls Lac" dans un concours de capture de Poissoroy.

### Capsule Balls
Les Capsule Balls sont apparues dans les versions Diamant et Perle. On peut y appliquer des sceaux pour changer l'animation diffusée quand le Pokémon en sort : cœurs, étoiles, flammes, bulles ou autres. Ces sceaux ne peuvent être appliqués uniquement sur des Poké Balls contenant un Pokémon, et un Pokémon ne peut pas être entreposé dans les boites PC quand une de ces capsules est associée à sa balle. Ils existent beaucoup de sceaux pour décorer les Poké Balls.

### Autres Poké Balls
Les Poké Balls sont tellement iconiques et symboliques dans l'univers même des Pokémon qu'elles ont infiltré divers aspects de l'anime, du manga, et du jeu de cartes à collectionner - se manifestant en symbole de capture et de contrôle.
Un exemple de cette utilisation symbolique est la Team Rocket, qui utilise des appareils divers et variés dans la forme de Poké Balls dont le but est de capturer des Pokémon ou d'autres choses à travers des moyens marginaux - souvent des dispensateurs de filets, ou encore de grands tuyaux d'aspirateur.
Les films sont une plus grande source pour les Poké Balls différentes. Le premier film de Pokémon, Mewtwo contre-attaque, le personnage du titre, Mewtwo, crée sa propre sorte de Poké Ball noire. Ces balles ne suivent pas les mêmes règles que les autres, ce qui lui permet de capturer les Pokémon d'autres dresseurs, même ceux qui sont encore à l'intérieur de leur Poké Ball, capturant ainsi la Poké Ball entière. Dans le troisième film, Le Sort des Zarbi, une petite fille appelée Molly crée un équivalent d'une Poké Ball en cristal grâce aux pouvoirs psychiques empruntés des Zarbi. Elle utilise cette Poké Ball de cristal pour envoyer des Pokémon de cristal au combat. Puis dans le quatrième film, Celebi, la voix de la forêt, l'antagoniste utilise une balle qu'il appelle la Balle Obscure qu'il utilise pour capturer des Pokémon et leur installer une personnalité plus sinistre. Ce concept est similaire à celui de la Snatch Ball, utilisée dans Pokémon Colosseum et Pokémon XD : Le Souffle des ténèbres.
En plus de cela, plusieurs Poké Balls ont l'air d'être altérées d'une façon ou d'une autre pour démontrer leur association à un groupe ou une cause particulière. Des exemples sont l'infirmière Joëlle qui utilise une Poké Ball qui ressemble vaguement à un Leveinard (le Pokémon plus souvent associé aux Centres Pokémon dans l'anime), la Team Rocket qui utilise des balles avec une enseigne dessus dans le film Mewtwo Contre-Attaque, et le jeu de cartes qui contient des cartes pour des Poké Balls associées à la Team Aqua, la Team Magma, ou encore la Team Rocket.
Des Poké Balls peintes en doré ont aussi leur histoire dans l'anime. L'exemple le plus notoire est quand un homme d'affaires vend une Poké Ball dorée contenant un Magicarpe à James. James est persuadé que la Poké Ball est en or massif et qu'il fera fortune en vendant les œufs du Magicarpe. Il utilise toutes les économies de la Team pour cet achat. Une fausse Poké Ball en or est utilisée encore dans l'épisode "Le mystérieux voleur Bannai et la Coupe Ruban !!!" quand l'agent Jenny peint une Poké Ball normale pour attraper un criminel.

#### GS Ball
Dans la série télévisée, Sacha obtient la GS Ball de la part du Professeur Felina Flora dans les Îles Oranges. On lui dit de livrer la balle au Professeur Chen, dans son village natal, Bourg-Palette. La GS Ball est un grand mystère. Elle ne peut ni être ouverte ni être téléportée, et personne n'est capable de dire si elle contient ou non un Pokémon à l'intérieur. Après que le Professeur Chen essaye, lui aussi, en vain d'en savoir plus sur la GS Ball, Sacha part vers Johto et la dépose chez Fargas, le spécialiste des Poké Balls. Bien que la GS Ball ait l'air de jouer un rôle important dans la série, il s'avère qu'elle n'est pas grand chose de plus qu'un dispositif d'intrigue creux; cet aspect de l'histoire a été complètement abandonné bien que certaines allusions insinuaient que des informations seraient révélées à son sujet dans l'épisode final de la saison. Il est possible que le scénario ait été perdu en transition d'un auteur à un autre. La GS Ball étant apparue dans la série télévisée avant la divulgation des jeux vidéo Pokémon Or et Argent, elle a permis de les annoncer de manière détournée.
Dans la version japonaise de Pokémon Cristal, la GS Ball est disponible en tant qu'objet important. Elle est obtenue après avoir utilisé la fonction de connexion avec le téléphone portable, fonction non-disponible dans les autres régions (Europe, États-Unis, etc.). Un jour après qu'elle est déposée à Fargas, il la rend au joueur et le dirige vers le Bois aux Chênes. Une fois que la GS Ball est placée dans l'autel, Celebi apparaît et le joueur a une chance de le capturer. Il est cependant possible d'obtenir la GS Ball en utilisant un bug du jeu, mais celle-ci ne peut pas être utilisée pour l'autel, la fonction étant bloquée.

#### Snatch Ball
Utilisée uniquement dans Pokémon Colosseum et Pokémon XD : Le Souffle des ténèbres, la Snatch Ball n'est pas une variété de Poké Ball à part entière. En fait, la Snatch Ball est une balle modifiée créée quand une Poké Ball normale (ou une autre variante basique d'une Poké Ball) est utilisée avec un dispositif appelé le "Snatch Machine". Les Snatch Balls sont considérablement différentes des autres balles dans le sens où elles peuvent être utilisées pour capturer les Pokémon d'un autre dresseur - une pratique interdite et taboue dans les jeux. Bien que les Snatch Balls étaient au départ utilisées par des criminels, les protagonistes des deux jeux les utilisent pour capturer des Pokémon corrompus pour leur redonner leur aspect normal.

#### Super Smash Bros.
La Poké Ball apparaît aussi dans la série de jeux Super Smash Bros. en tant qu'objet. Quand elle est lancée, elle libère un Pokémon au hasard qui utilise une attaque qui blesse tous les joueurs, sauf celui qui l'a lancée. La Poké Ball elle-même peut être lancée à un adversaire pour le blesser, dans Super Smash Bros., Pikachu et Rondoudou sortent eux aussi d'une Poké Ball pour faire leur entrée sur le terrain de combat. Ce rôle est repris dans Super Smash Bros. Melee, mais avec l'addition de nouveaux Pokémon et du remplacement de certains Pokémon (Dardargnan, par exemple, est remplacé par Zarbi). Dans ce jeu, deux Pokémon peuvent aussi blesser le joueur qui a lancé la balle (Qulbutoké et Électrode). Le jeu ne contient pas les entrées avec les Poké Balls. Dans Super Smash Bros. Brawl, certains Pokémon de Melee ont eux aussi disparu, tels que les Zarbi, alors que d'autres, principalement des troisième et quatrièmes générations Pokémon, font une entrée remarquée.

#### Agass'Ball
Une Agass'Ball est une balle multi-couleur qui ressemble à une Poké Ball. Mais, au lieu de capturer des Pokémon, elle libère un gaz répulsif qui peut paralyser ou mettre un Pokémon KO. Dans le jeu Pokémon Snap, le Professeur Chen donne des Agass'Balls à Todd après qu'il obtint un score de 75 000 pour toutes ses photographies. Ces balles l'aideront à faire sortir les Pokémon sauvages, les faire réagir de manière irritée, et parfois les pousser hors du chemin. Les Agass'Balls n'ont jamais été utilisées dans d'autres jeux.

## Taux de capture
Quand une Poké Ball est jetée sur un Pokémon sauvage, le jeu utilise une formule basée sur la santé, le statut et le taux de capture du Pokémon sauvage pour déterminer les chances d'attraper ce Pokémon.
La formule est :
{\displaystyle {\rm {a=\left(1-{\frac {2\times PV_{actuels}}{3\times PV_{max}}}\right)\times taux\times bonus_{ball}\times bonus_{statut}}}}
Où :
- PVmax est le nombre de points de vie que le Pokémon a en pleine santé ;
- PVactuels est le nombre de points de vie que le Pokémon a en ce moment ;
- taux est « le taux de capture » du Pokémon, compris entre 3 et 255 ;
- bonusball est le multiplicateur pour la Poké Ball utilisée ;
- bonusstatut est le multiplicateur pour le statut du Pokémon (coefficient 2 pour le sommeil et gel et 1,5 pour la paralysie, l'empoisonnement et la brûlure)[13].

Si a est supérieur ou égal à 255, le Pokémon est capturé, sinon le Pokémon est capturé avec une probabilité {\displaystyle {\frac {a}{255}}}.
Le taux de capture est un nombre compris entre 3 et 255. Parmi les Pokémon avec le taux le plus élevé de 255 et donc les plus simples à capturer, on compte des Pokémon croisés en début d'aventure comme Rattata, Nosférapti ou Fouinette, tandis que les Pokémon avec le taux le plus faible de 3 sont généralement les Pokémon légendaires.

### Capture critique
À partir de la cinquième génération, la capture critique augmente considérablement les chances de capture d'un Pokémon. Ce phénomène est rare. Sa fréquence d’apparition augmente avec le nombre de tentatives de capture d'un Pokémon ratées. Cela se manifeste par le changement du son émis par la Poké Ball lors du lancement de celle-ci (une sorte de sifflement) ainsi que par le fait qu'elle ne vacille qu'une seule fois au lieu des trois fois habituelles. Il est cependant possible que la capture échoue.

## Sources
- Les jeux suivants et leurs manuels d'instructions : Pokémon Rouge et Bleu, Pokémon Jaune, Pokémon Stadium et Pokémon Stadium 2, Pokémon Or et Argent, Pokémon Cristal, Pokémon Rubis et Saphir, Pokémon Émeraude, Pokémon Rouge Feu et Vert Feuille, Pokémon Colosseum et Pokémon XD : Le Souffle des ténèbres; Pokémon Snap; Super Smash Bros. et Super Smash Bros. Melee.
- Les épisodes de l'anime Pokémon.

### Publications
- Barbo, Maria. The Official Pokémon Handbook. Scholastic Publishing, 1999.  (ISBN 0-439-15404-9)
- Loe, Casey, ed. Pokémon Special Pikachu Edition Official Perfect Guide. Sunnydale, CA: Empire 21 Publishing, 1999.  (ISBN 1-930206-15-1)
- Nintendo Power. Official Nintendo Pokémon Snap Player’s Guide. Nintendo of America Inc., 1999. (ASIN B000CDZP9G)
- Nintendo Power. Official Nintendo Pokémon Ruby Version & Sapphire Version Player’s Guide. Nintendo of America Inc., 2003.  (ISBN 1-930206-31-3)
- Nintendo Power. Official Nintendo Pokémon FireRed & Pokémon LeafGreen Player’s Guide. Nintendo of America Inc., août 2004.  (ISBN 1-930206-50-X)
- Nintendo Power. Official Nintendo Pokémon Emerald Version Player’s Guide. Nintendo of America Inc., avril 2005.  (ISBN 1-930206-58-5)